# まゆげった
まゆげったは、茨城県結城市のマスコットキャラクターである。2011年から2012年にかけて開催された一般公募により誕生した。

## 概要
外見は、結城市の特産品で構成されている。桐下駄の鼻緒をモチーフとした眉、養蚕が盛んなことから繭をモチーフとした身体でできている。
絹糸を用いた織物である結城紬を身に着け、桐下駄を履いている。
2011年12月28日から2012年2月3日にかけて一般公募を行い、応募総数570作品から選ばれた最優秀賞作品「まゆげたくん」をもとに誕生した。

## プロフィール
- 性別：男の子
- 誕生日：3月15日
- 性格：明るく人懐っこい
- 好きなこと：お祭りやイベント
- 嫌いなこと：いじめと暴力
- 口癖：「～った」[1]

## まゆげった音頭
2013年、まゆげったをイメージした「まゆげった音頭」が誕生した。
歌詞は6番まであり、結城市の四季や特産品を盛り込んだ歌詞が特徴的。
- 作曲：宮本貴奈